# 4月2日
4月2日是公历年中的第92天（闰年的第93天），离全年结束还有273天。

## 大事记

### 18世紀前
- 1453年：奥斯曼帝国苏丹穆罕默德二世率领军队开始围攻拜占庭帝国首都君士坦丁堡。
- 1513年：西班牙探险家胡安·庞塞·德莱昂在佛罗里达附近海岸登陆，建立西属佛罗里达。

### 18世紀
- 1792年：美国国务院根据《硬币法令》成立美国铸币局，并确定美元采用十进位制系统。
- 1800年：由路德維希·范·貝多芬創作之《第一交響曲》於維也納進行首演。
- 1800年：根據《君士坦丁堡條約（英语：Treaty of Constantinople (1800)）》，伊奧尼亞群島中7個主要島嶼組成君士坦丁堡淪陷後首個希臘人自治國家“塞普丁修拉共和國”。

### 19世紀
- 1801年：霍雷肖·纳尔逊率领的英国皇家海军舰队在哥本哈根战役中击败丹麦-挪威舰队。
- 1890年：明治天皇為紀念神武天皇及皇紀2550年，將畝傍橿原宮故址改建為橿原神宮。
- 1900年：根據美國國會通過之《福勒克法案（英语：Foraker Act）》，波多黎各被賦予有限的自治權。

### 20世紀
- 1902年：世界第一家電影院「Tally's Electric」（泰利的發電廠）戲院於加州洛杉磯開幕。
- 1917年：美國國會首次出現女性議員，來自蒙大拿州的珍妮特·蘭金。
- 1950年：中央戏剧学院成立。
- 1968年：由史丹利·庫柏力克製作和執導的史詩級科幻電影《2001太空漫遊》在華盛頓特區上城劇院（英语：Uptown Theater (Washington, D.C.)）首映。
- 1979年：斯維爾德洛夫斯克附近的軍事研究設施意外釋放炭疽孢子，造成約100人死亡。
- 1982年：阿根廷特种部队登陆并占领英国海外领土福克兰群岛，福克兰战争爆发。
- 1999年：马来西亚首相马哈迪·莫哈末因肺部感染被送往国家心脏中心接受治疗。

### 21世紀
- 2003年：鑑於香港和中國廣東SARS疫情不斷擴散，世界衛生組織向上述地區發出旅遊警告。
- 2005年：教宗若望·保祿二世在梵蒂岡宗座宮逝世，並被冠上「大教宗」的頭銜。
- 2012年：匈牙利总统施米特·帕尔因20年前所写的博士论文被指抄袭而被迫辞职。
- 2015年：泰国诗琳通公主迎来60岁寿辰，全曼谷带来了紫色浪潮。
- 2015年：索馬利亞恐怖組織青年黨在肯亞北部的加里薩大學發動恐怖襲擊，造成148人死亡。
- 2016年：香港亞洲電視因行政長官會同行政會議不獲續牌，結束長達59年的本地電視廣播。
- 2019年：Google+正式关闭个人服务[1]。
- 2021年：載有近500名乘客的台鐵408車次太魯閣號行經秀林鄉清水隧道時撞擊入侵軌道的工程車而出軌，造成包括司機員與助理司機員在內計49人死亡、216人受傷，為臺灣鐵路管理局成立及中華民國政府遷台以來死傷最嚴重的事故。
- 2025年：美國總統唐納·川普宣布對全球多個國家加徵關稅。

## 出生

安徒生

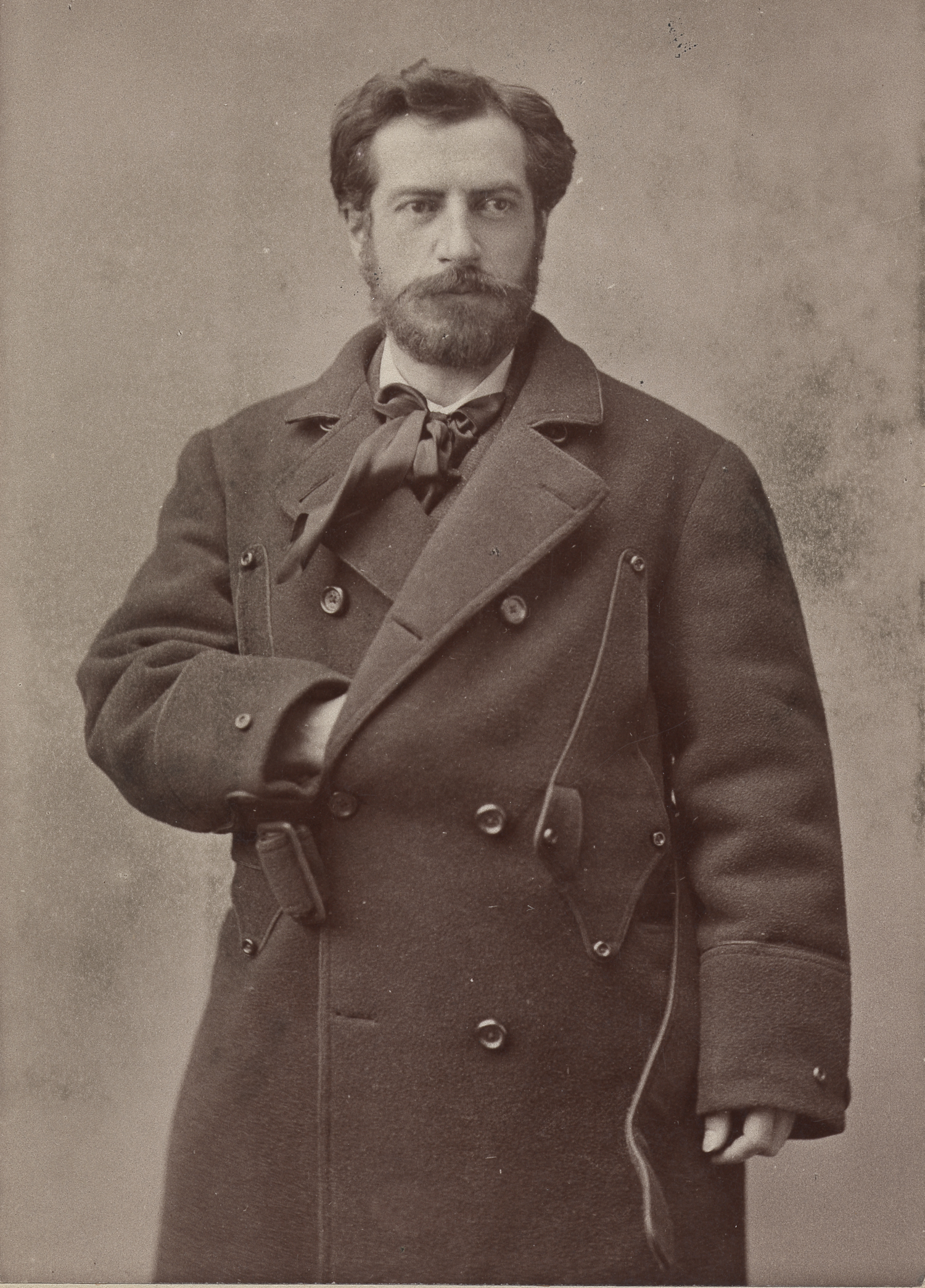
弗雷德里克·奧古斯特·巴托爾迪

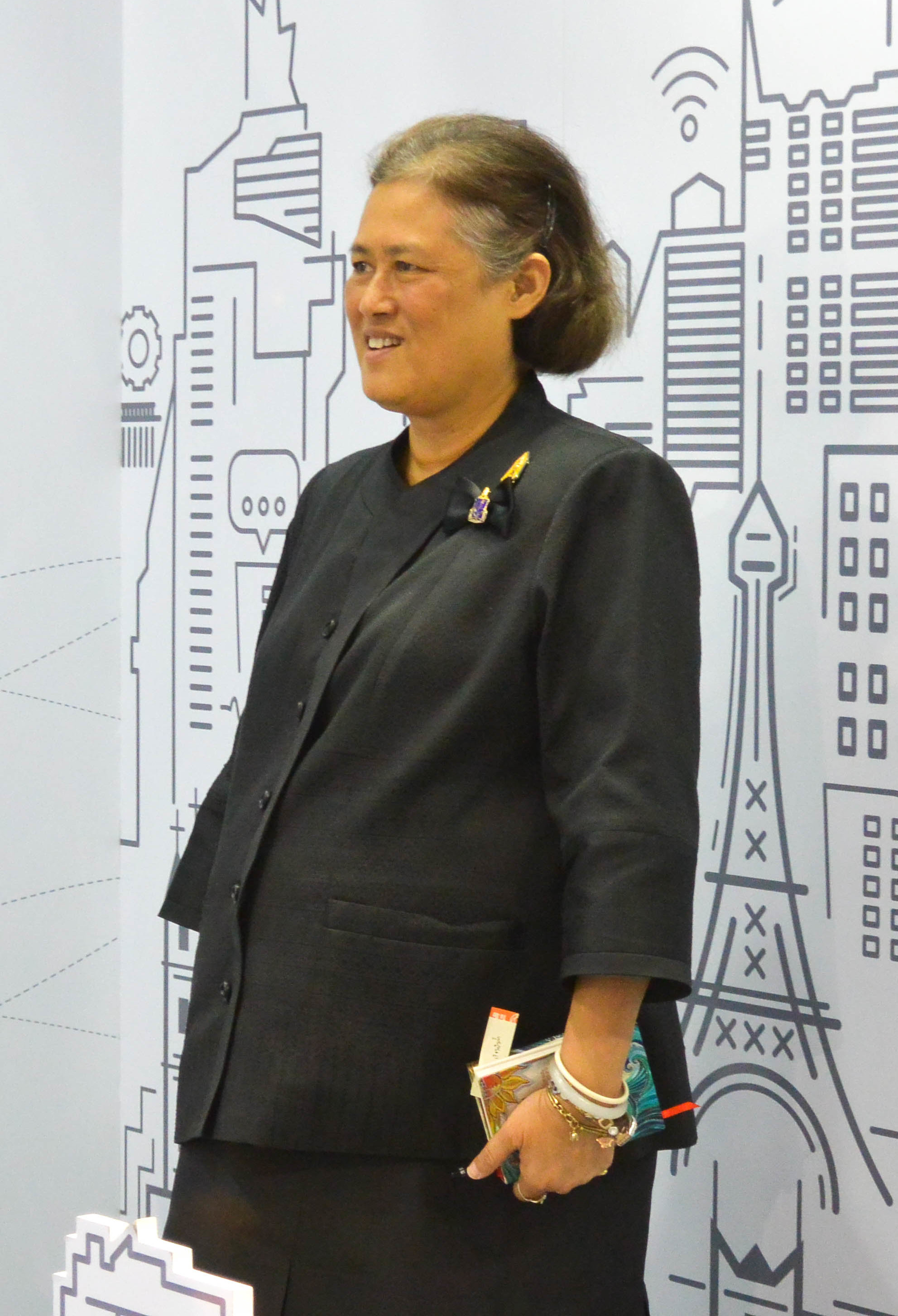
诗琳通公主

- 前372年：孟子，中國古代著名思想家，儒家代表人物之一（前289年逝世）
- 前312年：荀子，中國古代著名思想家，儒家代表人物之一（前238年去世）
- 181年：漢獻帝劉協，中國漢朝最後一位皇帝。（234年逝世）
- 742年：查理曼，法蘭克王國加洛林王朝國王（814年逝世）
- 1511年：足利義晴，日本室町幕府第12代征夷大將軍（1550年逝世）
- 1647年：瑪麗亞·西碧拉·梅里安，德国出生的瑞士博物學家和科學插畫家。（1717年逝世）
- 1653年：丹麥的喬治王子，丹麥貴族。（1708年逝世）
- 1725年：傑可莫·卡薩諾瓦，義大利冒險家、作家。（1798年逝世）
- 1788年：威廉明娜·萊哈爾特，德國熱氣球駕駛員。（1848年逝世）
- 1805年：漢斯·克里斯蒂安·安徒生，丹麥小說家、短篇小說作家、童話故事作家、詩人。（1875年逝世）
- 1834年：弗雷德里克·奧古斯特·巴托爾迪，法國雕塑家，美國自由女神像雕塑者。（1904年逝世）
- 1840年：埃米爾·左拉，法国作家。（1902年逝世）
- 1842年：道明·沙維豪，義大利天主教聖人。（1857年逝世）
- 1861年：程連蘇，美國魔術師。（1918年逝世）
- 1869年：南部麒次郎，日本槍械設計師。（1949年逝世）
- 1877年：颜惠庆，中国外交家，前中华民国总理。（1950年逝世）
- 1890年：何應欽，中国军事家，政治人物，前中华民国行政院院长、国防部长。（1987年逝世）
- 1896年：索戈蒙·泰赫利里安，亞美尼亞革命者、士兵。（1960年逝世）
- 1898年：曾炯，中國數學家，著名代數學家埃米·諾特的學生。（1940年逝世）
- 1900年：馬師曾，中国粵劇演员。（1964年逝世）
- 1925年：葉銘漢，中國物理學家。（2024年逝世）
- 1926年：傑克·布拉漢姆，澳大利亞一級方程式賽車手。（2014年逝世）
- 1932年：黃周汝吉，原籍台灣的美國科學家。
- 1936年：阿卜杜勒-哈米德·卜拉希米，阿爾及利亞政治人物，前任阿爾及利亞總理。（2021年逝世）
- 1937年：凌永順，中國電子對抗技術專家。（2023年逝世）
- 1939年：，美國歌手、作曲者。（1984年逝世）
- 1944年：宗華，台灣男演員。（2023年逝世）
- 1945年：琳達·亨特，美國女演員。
- 1947年：林重謨，臺灣政治人物。
- 1950年：張藝謀，中國導演。
- 1951年：鄺其志，香港前政府官員、前香港交易所主席。
- 1951年：王文洋，台灣企業家，現任宏仁集團總裁。
- 1952年：蓋瑞·摩爾，英國音樂家。（2011年逝世）
- 1955年：瑪哈·扎克里·詩琳通，泰國公主。
- 1957年：林嘉華，香港男演員。
- 1958年：劉香萍，香港女演員。
- 1959年：阿爾韋托·費爾南德斯，阿根廷律師、政治人物，第54任阿根廷總統。
- 1961年：姜永勳，韓國外交官。
- 1962年：克拉克·格雷格，美國男演員。
- 1966年：蕭澤頤，前香港警務人員、警務處處長、港區國安委成員及警務處副處長（行動）。
- 1967年：格雷格·坎普，美國吉他手、作曲家、主唱，破嘴合唱團吉他手。
- 1969年：五十嵐大介，日本漫畫家。
- 1969年：阿傑·德烏根，印度男演員、導演、製片人。
- 1975年：馮家亮，澳門法律界人士。
- 1975年：佩德羅·帕斯卡，智利裔美國男演員。
- 1976年：黃宇詩，香港主持人。
- 1976年：焦媛，香港舞台劇演員。
- 1976年：浪川大輔，日本男性聲優。
- 1977年：麥克·法斯賓達，德國裔愛爾蘭演員。
- 1978年：尼克·貝爾格，美國商人。（2004年逝世）
- 1978年：陳紫函，中國女演員。
- 1979年：應昌佑，香港歌手。
- 1979年：戴嬈，中國演員。
- 1979年：波多野和俊，日本男演員、聲優。
- 1979年：傑西·卡麥可，美國樂團魔力紅成員。
- 1980年：胡竣傑，台灣棒球選手。
- 1981年：陳家鴻，台灣棒球選手。
- 1981年：莊智淵，台灣男子乒乓球運動員。
- 1982年：劉天佑，中國射擊隊隊員。
- 1983年：陳昭穎，臺灣棒球選手。
- 1983年：林勇，日本男性聲優、歌手。
- 1983年：金材昱，韓國男演員、模特兒。
- 1984年：羅啟豪，香港男歌手
- 1986年：R3hab，摩洛哥裔荷蘭DJ、音樂製作人。
- 1988年：傑西·普萊蒙，美國男演員。
- 1989年：何珮瑜，香港模特兒、演員
- 1990年：金旼榮，韓國女子偶像團體Crayon Pop成員。
- 1990年：Soya，韓國女歌手。
- 1990年：葉夫根尼婭·卡納耶娃，俄羅斯女子韻律體操選手。
- 1993年：瀨戶麻沙美，日本女性聲優。
- 1993年：廣瀨有紀，日本女演員、聲優、偶像。
- 1993年：申載夏，韓國男演員。
- 1994年：楊旭文，中國男演員。
- 1994年：宮崎由加，日本組合Juice=Juice隊長。
- 1994年：帕斯卡·席亞康，喀麥隆職業籃球運動員。
- 1995年：之絃，台灣女藝人。
- 1995年：熊汶銨，台灣電競選手。
- 1995年：盧冠軒，台灣男子籃球運動員。
- 1996年：正隨優彌，日本職業棒球運動員。
- 1997年：趙小棠，中國女子偶像團體THE9成員。
- 1999年：許育修，臺灣男子網球運動員。
- 1999年：小宵虎南，日本AV女優。
- 1999年：蘇菲·雷諾茲，美國女演員。
- 2001年：羅詩芳，中國女子舉重運動員。
- 2004年：慈英，日英混血職業足球員。

## 逝世

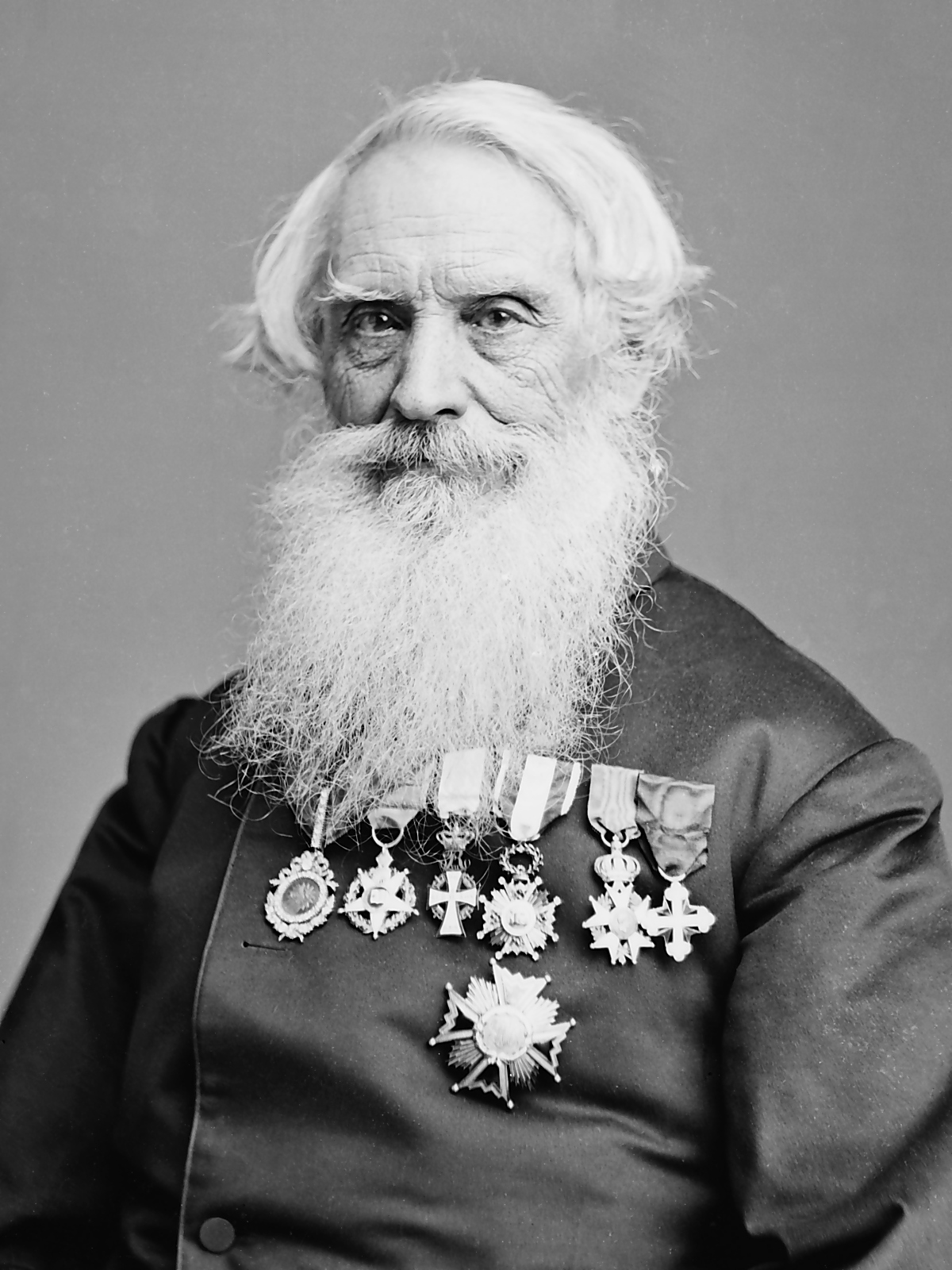
萨缪尔·摩尔斯

- 271年：裴秀，中国地理學家（224年出生）
- 1305年：胡安娜一世，納瓦拉女王（1273年出生）
- 1872年：萨缪尔·摩尔斯，美国发明家，电报的发明者（1791年出生）
- 1930年：佐迪圖，埃塞俄比亞女皇（1876年出生）
- 1945年：羅允正，越南作曲家（1920年出生）
- 1952年：貝爾納·費迪南·李奧，法國天文學家（1897年出生）
- 1974年：雷蒙德·布勞內爾，澳大利亞空軍軍官（1894年出生）
- 1974年：，法国前总统（1911年出生）
- 1975年：董必武，中国共产党、中華人民共和國创始人之一（1886年出生）
- 1975年：阿爾弗雷德·施米特，法國天文學家（1907年出生）
- 1983年：张大千，国画大师（1899年出生）
- 1995年：汉尼斯·阿尔文，瑞典物理学家（1908年出生）
- 2005年：教宗若望保祿二世，羅馬主教（1920年出生）
- 2010年：徐展堂，香港企業家（1941年出生）
- 2022年：愛絲黛兒·哈里斯，美國女演員、配音員（1928年出生）
- 2022年：曼塔斯·科維達拉維丘斯，立陶宛電影工作者、人類學家、考古學家（1976年出生）
- 2023年：羅揚，中國曲藝評論家（1929年出生）
- 2023年：弗拉德伦·塔塔尔斯基，俄羅斯軍事博客主（1982年出生）
- 2024年：胡安·比森特·佩雷斯·莫拉，委內瑞拉超級人瑞（1909年出生）
- 2024年：瑪麗斯·孔戴，法國作家（1934年出生）
- 2024年：張照堂，臺灣攝影家（1943年出生）
- 2025年：坎代·西潘敦，寮國政治家，曾任老撾國家主席（1924年出生）
- 2025年：陸道培，中國血液病和造血幹細胞移植專家（1931年出生）
- 2025年：高小賢，中國女權主義者（1948年出生）

## 节假日和习俗
- 国际儿童图书日
- 世界提高自闭症意識日
- 國際事實查核日
- 中華民國：社工日[2]：台灣在1997年（民國86年）4月2日通過「社會工作師法」，社會工作因此建立專業證照制度，便從1998年起明訂4月2日為台灣社工日。
- 泰國：遗产保护日
- 阿根廷：馬爾維納斯日